# آرامگاه باباطاهر (خرم‌آباد)
مقبره باباطاهر خرم‌آباد یکی از بناهای تاریخی و فرهنگی شهر خرم‌آباد است. باباطاهر شاعر معروف ایرانی، لر و از اهالی شهرستان خرم‌آباد بوده‌است. باباطاهر را در زبان لری باوطاهِر تلفظ می‌کنند. در آثار و دوبیتیهای این شاعر ایرانی از کلمات و اصطلاحات لری فیلی استفاده شده‌است. سالها پیش کتیبه‌ای چوبین در داخل بنا وجود داشته که روی آن شجره شخص مدفون با ابیاتی نوشته شده و از وی در آن با عنوان «بابا طاهر» یاد شده‌است.
عطا حسن‌پور، یکی از باستان‌شناسان و کارشناسان میراث فرهنگی استان لرستان توضیح داد: در لرستان لقب «بابا» برای کسانی به کار می‌رود که یارسان (اهل حق) هستند و احتمالاً مقبره‌ای که به نام باباطاهر در خرم‌آباد است، به یکی از همین افراد تعلق دارد؛ اما قطعاً این فرد باباطاهر لرستانی است.

## مقبره
ساختمان مقبره که مربوط به دوره خوارزمشاهی است در ضلع غربی قلعه فلک‌الافلاک و در محله‌ای که نزد مردم خرم‌آباد به دَرْ باوطاهر معروف است قرار گرفته‌است. بنای مقبره متشکل از یک گنبد ساده و یک ورودی است، دیوارهای مقبره متشکل از ۸ ضلع است که چهار ضلع آن هر یک به ابعاد ۲۵۰ سانتی‌متر و اضلاع فرعی هریک ۱۷۰ سانتی‌متر است. محل قبر احتمالی باباطاهر در سردآبه قرار دارد، ضریحی چوبی بر روی قبر وجود داشته که به مرور زمان از بین رفته‌است. در دوران معاصر یک اتاق کوچک که به آن قلندرخانه می‌گفتند اضافه شده‌است. این اثر در تاریخ ۱۶ اسفند ۱۳۸۴ با شمارهٔ ثبت ۱۴۴۷۳ به‌عنوان یکی از آثار ملی ایران به ثبت رسیده‌است.